# Блейд: Трійця
«Блейд: Трійця» (англ. Blade: Trinity) — третій фільм з трилогії «Блейд», поставлений режисером Девідом Ґоєром, за мотивами коміксів про Блейда. Назва вказує на союз Блейда, Ганнібала Кінґа та Ебіґейл Вістлер у боротьбі проти зла. В Україні прем'єра відбулась 10 лютого 2005 року.

## Сюжет
Вампірам вдається підставити Блейда у вбивстві людини. Тепер Блейда розшукує ФБР, які переслідують його до його лігва. Рятуючи Блейда, Абрагам Вістлер активує систему самознищення, вбиваючи себе і кількох спецназівців. Але Блейд все одно потрапляє в руки поліції під контролем вампірів. Його звільняють «Нічні мисливці» — група мисливців на вампірів. Їх ватажками є Ганнібал Кінґ, колишній вампір, і Ебіґейл Вістлер, дочка покійного вчителя Блейда. Вони просять його допомоги в полюванні за Данікою Талос, могутньою проводиркою вампірів, яка змогла знайти і воскресити першого вампіра Дракулу (тепер він називається Дрейк). Даніка сподівається, що їй нарешті вдасться вбити Блейда.
Зустрівшись вперше в бою з Блейдом, Дрейк відчуває симпатію до нього як до «воїна честі». Після короткого бою Блейд розуміє, що звичайною силою Дрейка не вбити. Він дізнається про біологічну зброю під назвою «Денна зірка», над якою працювали «Нічні сталкери». Ця зброя має знищити всіх вампірів на Землі. Але щоб закінчити зброю, їм потрібна кров Дрейка, «чиста» кров першого вампіра. Блейд і Ебіґейл йдуть на полювання, а Дрейк знаходить їхню базу і вбиває всіх членів команди, крім пораненого Ганнібала, якого забирає з собою. У відчайдушній спробі визволити Ганнібала, якого Даніка збирається знову зробити вампіром, Блейд і Ебіґейл штурмують хмарочос Дрейка. Після тривалої битви Блейд бере пробу крові Дрейка і активує «Денну зірку».
З цього моменту існує три закінчення фільму:
- Театральна кінцівка. Так як Блейд боровся чесно, Дрейк дає йому «прощальний подарунок», перетворюючи своє тіло в тіло Блейда перед смертю. ФБР виявляє тіло і вважає, що Блейд мертвий. Але тіло перетворюється назад у Дрейка в морзі. Блейд їде в ніч, щоб продовжувати свою нескінченну війну проти вампірів. Це закінчення показано в кіно.
- Режисерська кінцівка (Director's End). Тіло, яке забрали агенти ФБР, дійсно належить Блейду, але він не мертвий. Він раптово приходить до тями в морзі, кидається на агентів ФБР і збирається вкусити медсестру в шию. Цей кінець залишає відкритим питання, чи дійсно Блейд відроджує вампірів цим укусом або ж людський початок взяв гору над вампірським. Цей кінець присутній на DVD фільму.
- Альтернативна режисерська кінцівка. Вірус «Денної зірки» подорожує по світу, знищуючи всіх вампірів. Блейд йде у сонце, його довга битва закінчена. Останній кадр показує «Нічних мисливців» з новими супротивниками — перевертнями. Ця версія закінчення була використана в романі, написаному за мотивами фільму, і також включена в DVD, але була спочатку відкинена режисером, оскільки не збігається з історією Блейда і занадто схожа на сюжет фільму «Інший світ». Ґоєр також вважав, що цей кінець просто безглуздий.

## У ролях
| Актор              | Роль               |
| ------------------ | ------------------ |
| Веслі Снайпс       | Блейд / Ерік Брукс |
| Раян Рейнольдс     | Ганнібал Кінг      |
| Джессіка Біл       | Ебіґейл Вістлер    |
| Домінік Перселл    | Дракула / Дрейк    |
| Кріс Крістоферсон  | Абрагам Вістлер    |
| Паркер Поузі       | Даніка Талос       |
| Джон Майкл Гіґґінс | доктор Едґар Венс  |
| Тріпл Ейч          | Джарко Грімвуд     |
| Наташа Лайонн      | Саммерфілд         |
| Петтон Освальт     | Геджес             |
| Джеймс Ремар       | Рей Камберленд     |
| Крістофер Геєрдал  | Колдер             |

## Касові збори
Американські касові збори фільму склали 52 мільйони доларів, а загальні світові збори — 132 мільйони доларів. Це повторило збори першого "Блейда", але менше за збори "Блейда II", які загалом склали 150 мільйонів доларів.

## Саундтрек
1. Fatal (The RZA)
2. I Gotta Get Paid (Lil' Flip, включає Ghostface Killah і Raekwon з Wu-Tang Clan)
3. When The Guns Come Out (Wc, E-40 і Christ Bearer з Northstar)
4. Thirsty (Ol' Dirty Bastard і Black Keith)
5. Daywalkers (Рамин Джавади і The RZA)
6. Party In The Morgue (Kool Keith і Thee Undatakerz)
7. Skylight (Overseer)
8. Hard Wax (Manchild)
9. Bombs Away (Paris, Texas)
10. Weapons Of Mass Distortion (The Crystal Method)
11. This Blood (Black Lab)
12. Blade's Back (Рамін Джаваді)